# Paraphylax bicintus
Paraphylax bicintus är en stekelart som först beskrevs av William Harris Ashmead 1905.  Paraphylax bicintus ingår i släktet Paraphylax och familjen brokparasitsteklar. Inga underarter finns listade i Catalogue of Life.